# Tet (lletra)
La tet o ṭēth és la novena lletra de molts abjads (alfabets) semítics, incloent ṭet 𐤈 en fenici, ṭēṯ ܛ en siríac, tet ט en hebreu, ṭā ط en àrab i ṭäyt ጠ en amhàric.
La tet està present en Unicode com a U+05D8 ט hebrew letter tet.

En fonètica tet representa el so /tˤ/.

## Origen
El nom de la lletra fenícia ṭēth significa ‘roda’, però possiblement (segons Brian Colless) el glif protosinaític tet prové d'un glif semblant, anomenat "tav" (‘bo’) (compareu amb tav en arameu i tov טוב en hebreu, ṭayyib طَيّب en àrab modern) basat en el jeroglífic nfr (‘bo’, ‘perfecte’ o ‘bellesa’):
La lletra fenícia ṭet 𐤈 va donar lloc a la theta grega (Θ) i la Ѳ ciríl·lica.
| Nefer | tav | tet | roda |
| ----- | --- | --- | ---- |
| 𓄤     |     |     | 𐤈    |

## Alfabet àrab
En alfabet àrab aquesta lletra es diu طاء ['tˁaːʔ] (ṭā). És la setzena lletra de l'alfabet àrab (novena amb un valor de 9 en l'ordre abjadí). És una lletra solar. Prové, per via dels alfabets nabateu i arameu, de la lletra fenícia ṭet.
| fenici | arameu | siríac | nabateu | àrab |
| ------ | ------ | ------ | ------- | ---- |
| 𐤈      | 𐡈      | ܛ      |         | ط    |

Representa el so consonàntic faringealitzat /tˁ/.
En notació matemàtica moderna, té la mateixa utilitat que la {\displaystyle \pi } a occident.
| Aïllada | Final | Medial | Inicial |
| ط       | ـط    | ـطـ    | طـ      |

La ṭā es lliga a la següent lletra de la paraula. També ho fa amb la precedent, sempre que aquesta no sigui àlif, dāl, ḏāl, rā, zāy o wāw, que mai no es lliguen a la lletra posterior.

### Representació, transcripció i transliteració
A la Viquipèdia existeix una proposta de directriu, vegeu-la per a les diferents maneres de transcriure i transliterar ṭā.
Al SATTS, ṭā es transcriu com a Ṭ. En l'alfabet de xat àrab, es fa servir tant TH com 6.
A la representació Unicode, ṭā ocupa el punt U+0637 amb el nom ARABIC LETTER TAH.
A la codificació ISO 8859-6, el punt 0xd7.
Com a entitat HTML, es codifica com a &#1591;

### Variants
La ẓā, ﻅ, tot i formar part de l'alfabet àrab bàsic, es pot considerar un variant de la ṭā, per ser una de les sis lletres que es van afegir a part de les vint-i-dues heretades de l'alfabet fenici.
En els alfabets urdú i shahmukhi, es fa servir el símbol de la ṭā sobre la tā, la dāl i la rā per a crear-ne les variants retroflexes.
En xiao'erjing el mateix símbol pot representar també el so /ʦ/, /t/ i la velaritzada /tˠ/.
Aquest símbol s'ha llevat de la varietat soraní de l'alfabet àrab.

## Alfabet hebreu
En hebreu s'escriu com a ט, nom complet en hebreu és טֵית i transcrit com a Tet.
| Variants | Variants   | Variants |
| Quadrada | Manuscrita | Raixí    |
| -------- | ---------- | -------- |
| ט        | Manuscrita | Raixí    |

La lletra ט o tet és la novena lletra de l'alfabet hebreu. També pren el valor numèric de nou. Prové, per via de l'alfabet arameu de la lletra fenícia ṭet. En hebreu modern el so d'aquesta lletra és /t/, tot i que antigament es pronunciava com a /tˤ/ emfàtica.

### Simbolisme
Simbolitza tot el bo, penediment, bondat i humilitat. Aquesta lletra apareix per primera vegada en la Torà en Gènesi 1:4. Simbolitza la llum al final del túnel de la foscor. La tet està formada per una caf a la dreta i una zain a l'esquerra, juntes, el que simbolitza que la mà sosté una arma.
És de notar-se que el sostre de la caf com a component d'aquesta lletra no és únicament doblat o amb una corba cap a l'interior donant la impressió que projecta alguna cosa cap al centre de la tet, cosa que és similar a la lletra pe.
En l'Escriptura Sagrada la part esquerra superior de la lletra (la zain a la tet) està coronada per tres "taguín" (corones).

## Alfabet siríac
| Madnḫaya | Serṭo | Esṭrangela | Unicode |
| -------- | ----- | ---------- | ------- |
|          |       |            | ܛ       |
| Tet      | Tet   | Tet        | Ṭēṯ     |

En alfabet siríac, la novena lletra és ܛ (en siríac clàssic: ܛܝܬ - ṭēṯ). El valor numèric de la ṭēṯ és 9. Prové, per via de l'alfabet arameu de la lletra fenícia ṭet.

### Fonètica
Representa el so /ṭ/.

## Alfabet amhàric
En alfabet amhàric aquesta lletra es diu ጠይት (ṭäyt). És la vint-i-unena lletra de l'alfabet amhàric. El seu valor numèric és 9. En l'escriptura amhàrica tradicional mitjançant els nombres coptes el nombre 9 s'escriu mitjançant la lletra «teta» - ፱. El nombre nou en amhàric també s'escriu mitjançant la lletra «ṭäyt» - ዘጠኝ. Ṭäyt prové, per via de l'alfabet sud-aràbic del jeroglífic egipci O49.
| O49 | Ṭah | Ṭäyt |
| --- | --- | ---- |
| 𓊖   | 𐩷   | ጠ    |

Representa el so /ť/.

### Ús
L'alfabet amhàric és una abugida on cada símbol correspon a una combinació vocal + consonant, és a dir, hi ha un símbol bàsic al qual s'afegeixen símbols per marcar la vocal. Les modificacions de la lletra ጠ (ṭäyt) són les següents:
| ťä [ťə] | ťu | ťi | ťa | ťe | ťə [ťɨ], ∅ | ťo | ťʷa |
| ------- | -- | -- | -- | -- | ---------- | -- | --- |
| ጠ       | ጡ  | ጢ  | ጣ  | ጤ  | ጥ          | ጦ  | ጧ   |

## En altres alfabets
| Arameu     | Siríac  | Samarità | Ugarític | Fenici |
| ---------- | ------- | -------- | -------- | ------ |
| 𐡈          | ܛ       | ࠈ        | 𐎉        | 𐤈      |
| Sud-aràbic | Amhàric | Àrab     | Hebreu   |        |
| 𐩷          | ጠ       | ط        | ט        |        |